# Attalea peruviana
Attalea peruviana là loài thực vật có hoa thuộc họ Arecaceae. Loài này được Zona mô tả khoa học đầu tiên năm 2002.